# San Martín de la Vega
San Martín de la Vega és un municipi de la Comunitat Autònoma de Madrid. Limita amb els municipis de Pinto, Valdemoro, Ciempozuelos, Chinchón, Morata de Tajuña, Arganda del Rey, Rivas-Vaciamadrid i Getafe

## Política
|   | Període     | Partit polític | Alcalde                                   |
| - | ----------- | -------------- | ----------------------------------------- |
| 1 | (1979-1988) | PSOE           | José Luis Vállega                         |
| 2 | (1988-2003) | PSOE           | Juan Carlos Vállega (moció de censura)    |
| 3 | (2003)      | PP             | Carmen Guijorro                           |
| 4 | (2004-2007) | PSOE+IU        | Miguel Ángel Belinchón (moció de censura) |
| 5 | (2007-...)  | PP             | Carmen Guijorro                           |

## Història
El municipi de San Martín de la Vega va estar poblat des de temps remots. Això se sap per la troballa, als voltants del terme del municipi, de ceràmiques d'èpoques prehistòriques, romana, àrab i cristià medieval. Les restes més importants trobats són visigòtiques. Es va descobrir un poblat amb necròpoli en un jaciment arqueològic i altres restes que es relacionen amb obres hidràuliques.
En la reconquesta, el poble queda incorporat al sexmo de Valdemoro, pertanyent a Segòvia, per l'escassesa de la seva població. No és fins al regnat d'Enric IV de Castella en 1442, quan es comença un reeixit repoblament de la vila. Un any després es realitzen les seves primeres Ordenances de Població. En elles es van atorgar algunes propietats comunes als veïns del poble, com el Soto de Tamarizo que avui dia àdhuc és gestionat per l'Ajuntament com un bé comú. El rang de Vila li és concedit a San Martín de la Vega en 1480 pels Reis Catòlics, amb la consegüent independència de la ciutat de Segòvia.
En la guerra civil espanyola es va produir una de les batalles més cruentes d'aquesta guerra, la batalla del Jarama al febrer de 1937, produint-se entre 15.000 i 17.000 baixes aproximadament entre els dos bàndols.